# Burgruine Wohlenstein
Die Burgruine Wohlenstein, vereinzelt auch Woldenstein oder Wohldenstein genannt, war eine kleinere Höhenburg oberhalb von Bilderlahe im Landkreis Goslar in Niedersachsen. Die heutige Burgruine besteht nur noch aus dem teilweise erhaltenen Bergfried.

## Lage
Die Reste der Burganlage befinden sich 253 m ü. NHN auf der gleichnamigen Anhöhe Wohlenstein, einem kegelförmigen Ausläufer des Heber. Die Anlage beherrschte die vorbeiführende Heerstraße Frankfurt am Main–Braunschweig, die etwa 7 km weiter nördlich in den Ambergau eintrat. Von der Burg aus war das gesamte Gebiet um das 4 km weiter östlich liegende Seesen gut zu überblicken.

## Baubeschreibung
Der Burgplatz hat eine ovale Form in den Ausmaßen von 45 × 15 m, der in zwei Bereiche geteilt war. Am Bergfried befand sich ein Torturm, der von der Vorburg in die Kernburg führte. Auf einer historischen Darstellung weist die Anlage die Bestandteile Bergfried, Torturm und Palas auf, wobei Mauern fehlen. Als einzige bauliche Überreste der Burg sind heute nur noch drei Mauerseiten des einst 24 m und heute 18 m hohen Bergfrieds vorhanden, der über fast 3 m starke Mauern verfügt. Nach außen hin verfügte die Anlage über ein doppeltes Graben- und Wehrmauersystem, von dem heute der Außenwall und der tiefe Burggraben noch erhalten sind. Die Tiefe des Grabens beträgt von der Wallkrone aus noch über 10 Meter. Es wird vermutet, dass der ursprüngliche Zugang zur Burg durch den Wall im Norden führte und dass nach der Zerstörung der Burg 1519 ein neuer Zuweg nach Süden in Richtung Bilderlahe geschaffen wurde.
Es gibt zwei historische Darstellungen der Burg. Die ältere findet sich auf der Grabplatte des Hildesheimer Bischofs Heinrich III., der die Burg 1357 erwarb. Sie stellt die Burg in der Zeit um 1363 dar. Eine weitere Darstellung findet sich auf einer 1591 von Johannes Krabbe angefertigten Karte, die die Burg in der Zeit 1520 während der Hildesheimer Stiftsfehde zeigt.

## Geschichte
Die Burg wurde 1295 von einer Nebenlinie der Wohldenberger erbaut, wobei die Äbtissin des Stiftes Gandersheim als Lehnsherrin fungierte. 1357 fiel sie an den Bischof von Hildesheim. 1349 verkauften die Wohldenberger die Burg an die Edelherren von Homburg. 1357 erwarb Bischof Heinrich III. von Hildesheim die Burg. Anfang des 16. Jahrhunderts belagerte Herzog Erich I. von Calenberg-Göttingen die Burg zu Beginn der Hildesheimer Stiftsfehde aufgrund vielfacher Lehns- und Besitzstreitigkeiten. Er nahm die nur mit 15 Männern besetzte Anlage am 30. Mai 1519 ein und zerstörte sie vollkommen. Nach der Stiftsfehde gingen Burg und Amt Wohlenstein an Herzog Heinrich der Jüngere von Braunschweig-Wolfenbüttel. Er verlagerte die Verwaltung von der Burg hinunter in das neu errichtete Amtshaus in Bilderlahe. Die Mauersteine der Burg wurden für das Vorwerk Heber und die Wirtschaftsgebäude der Domäne Bilderlahe weiter verwertet.

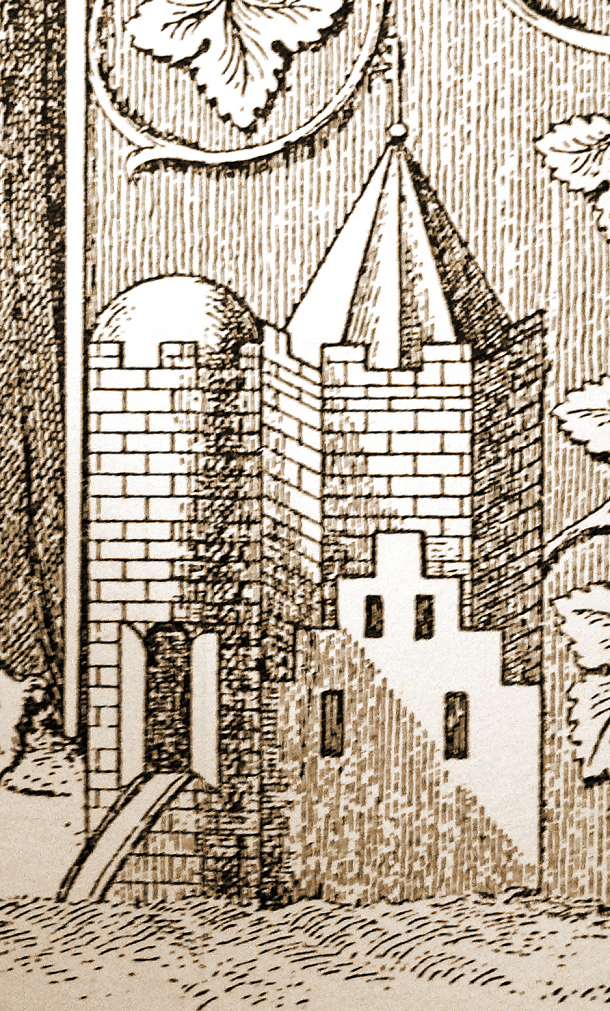
Burg Wohlenstein 1363; stilisierte Darstellung auf der Grabplatte des Hildesheimer Bischofs Heinrich III.
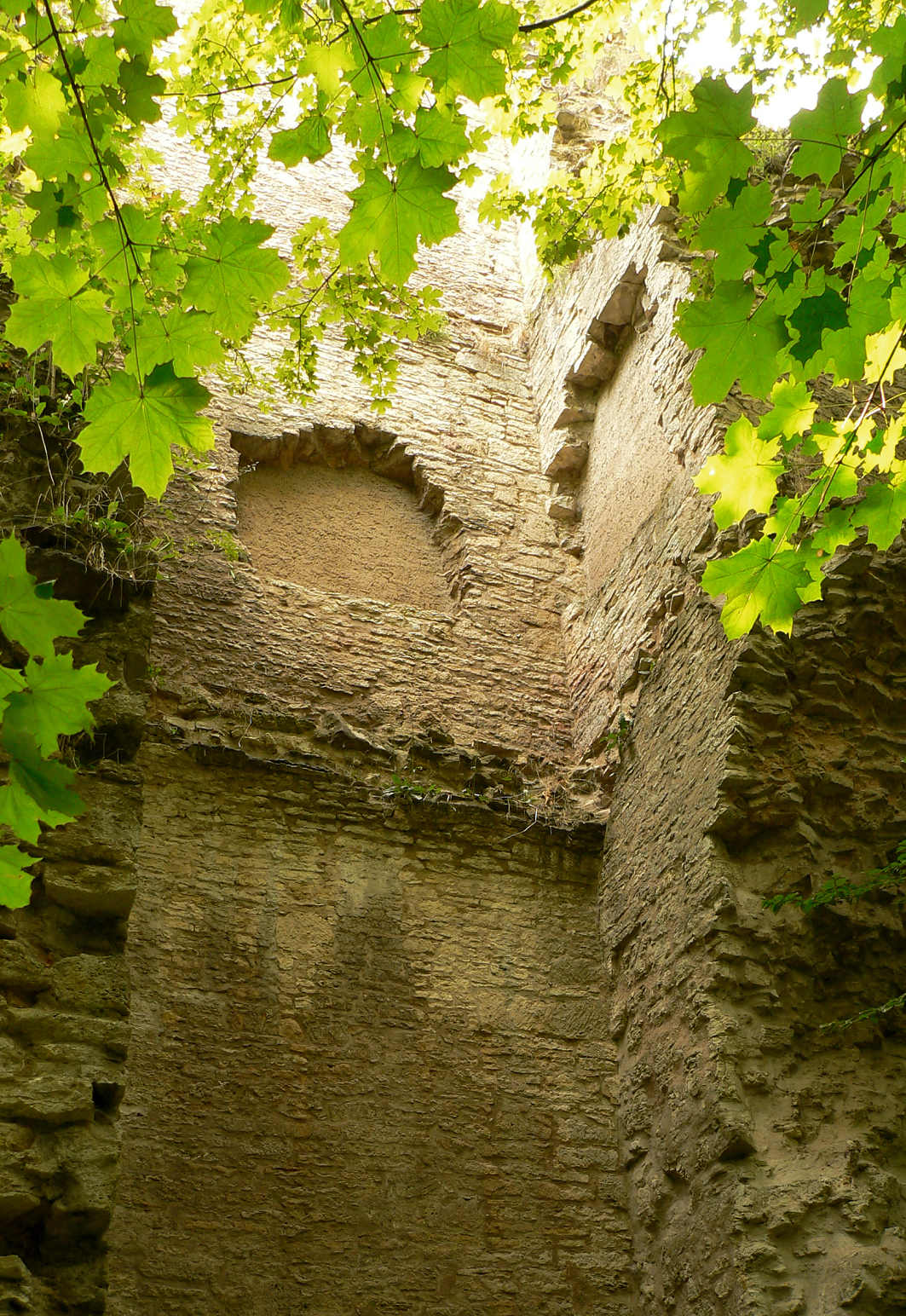
Das Mauerwerk im Inneren des Turms
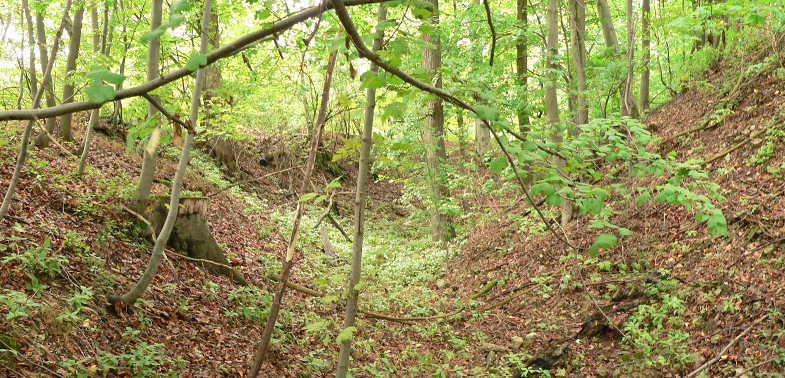
Blick in den Burggraben